# 在韓印尼人
在韓印尼人，根據南韓政府統計在2013年有41,599人，超過90%人是短期合約外勞。韓國政府現在將印尼人的工作許可證的有效期從三年延長到五年，並修改了招聘流程以改善工作條件。在韓印尼工人每月平均可獲1000美元薪水。
印尼政府在2004年與韓國政府簽署了關於向韓國提供勞工的第一份諒解備忘錄。印尼官方通訊社ANTARA聲稱，截至2006年，韓國有60萬非法印尼工人，佔全球估計約692,000名非法印尼工人的87％。

## 外部連結
- https://web.archive.org/web/20071017135930/http://thejakartapost.com/yesterdaydetail.asp?fileid=20070726.H02